# Alma Macrorie
Alma (Ruth) Macrorie est une monteuse — occasionnellement actrice — américaine, née le 7 décembre 1904 à Davenport (Iowa), morte le 28 juin 1970 à Los Angeles — Quartier de Woodland Hills (Californie).

## Biographie
D'abord assistante d'Ellsworth Hoagland pour Symphonie burlesque de Norman Taurog (1935, avec Jack Oakie et George Burns), Alma Macrorie est monteuse à part entière de cinquante-six films américains sortis à partir de 1937, au sein de Paramount Pictures principalement (et d'Universal Pictures en fin de carrière).
Citons En route vers Zanzibar de Victor Schertzinger (1941, avec Bing Crosby et Dorothy Lamour), Mais qui a tué Harry ? d'Alfred Hitchcock (1955, avec John Forsythe et Shirley MacLaine), le western Du sang dans le désert d'Anthony Mann (1957, avec Henry Fonda et Anthony Perkins), ou encore Le Combat du capitaine Newman de David Miller (1963, avec Gregory Peck et Angie Dickinson). Son dernier film est L'Intrus magnifique de George Seaton (avec George Peppard et Mary Tyler Moore), sorti en 1968, deux ans avant sa mort.
En outre, Alma Macrorie tient des petits rôles dans quatre films, dont À chacun son destin (1946, avec Olivia de Havilland et John Lund) qu'elle monte également, réalisé par Mitchell Leisen — avec lequel elle collabore sur treize autres films —.
Le film de guerre Les Ponts de Toko-Ri de Mark Robson (1954, avec William Holden et Grace Kelly) lui vaut son unique nomination à l'Oscar du meilleur montage.

## Filmographie

### Comme monteuse (sélection)
- 1935 : Symphonie burlesque (The Big Broadcast of 1936) de Norman Taurog (assistante-monteuse)
- 1937 : Artistes et Modèles (Artists & Models) de Raoul Walsh
- 1938 : Les Bébés turbulents (Sing, You Sinners) de Wesley Ruggles
- 1938 : Paris Honeymoon de Frank Tuttle
- 1939 : Frou-frou de Broadway (The Star Maker) de Roy Del Ruth
- 1939 : Invitation au bonheur (Invitation to Happiness) de Wesley Ruggles
- 1940 : Typhon (Typhoon) de Louis King
- 1941 : Rien que la vérité (Nothing But the Truth) d'Elliott Nugent
- 1941 : En route vers Zanzibar (Road to Zanzibar) de Victor Schertzinger
- 1942 : Trois Gouttes de poison (Sweater Girl) de William Clemens
- 1942 : Ton cœur est mon cœur (My Heart Belongs to Daddy) de Robert Siodmak
- 1943 : La Dangereuse Aventure (No Time for Love) de Mitchell Leisen
- 1944 : Les Nuits ensorcelées (Lady in the Dark) de Mitchell Leisen
- 1944 : L'aventure vient de la mer (Frenchman's Creek) de Mitchell Leisen
- 1945 : La Duchesse des bas-fonds (Kitty) de Mitchell Leisen
- 1945 : Mascarade à Mexico (Masquerade in Mexico) de Mitchell Leisen
- 1947 : Ma femme, la capitaine (Suddenly, It's Spring) de Mitchell Leisen
- 1947 : Les Anneaux d'or (Golden Earrings) de Mitchell Leisen
- 1949 : La Vengeance des Borgia (Bride of Vengeance) de Mitchell Leisen
- 1950 : Marqué au fer (Branded) de Rudolph Maté
- 1950 : Chaînes du destin (No Man of Her Own) de Mitchell Leisen
- 1950 : Le Dénonciateur (Captain Carey, U.S.A.) de Mitchell Leisen
- 1951 : Ma fille n'est pas un ange (Dear Brat) de William A. Seiter
- 1951 : Rhubarb, le chat millionnaire (Rhubarb) d'Arthur Lubin
- 1951 : La Part du jeu (Darling, How Could You!) de Mitchell Leisen
- 1952 : Tout peut arriver (Anything Can Happen) de George Seaton
- 1953 : Les Bagnards de Botany Bay (Botany Bay) de John Farrow
- 1953 : Le Petit Garçon perdu (Little Boy Lost) de George Seaton
- 1954 : Un grain de folie (Knock on Wood) de Melvin Frank et Norman Panama
- 1954 : Les Ponts de Toko-Ri (The Bridges of Toko-Ri) de Mark Robson
- 1955 : Mais qui a tué Harry ? (The Trouble with Harry) d'Alfred Hitchcock
- 1956 : Un magnifique salaud (The Proud and Profane) de George Seaton
- 1957 : Du sang dans le désert (The Tin Star) d'Anthony Mann
- 1957 : Terre sans pardon (Three Valiant People) de Rudolph Maté
- 1958 : Trois Bébés sur les bras (Rock-a-Bye Baby) de Frank Tashlin
- 1958 : Le Chouchou du professeur (Teacher's Pet) de George Seaton
- 1958 : Le Kid en kimono (The Geisha Boy) de Frank Tashlin
- 1959 : La Vie à belles dents (But Not for Me) de Walter Lang
- 1960 : Les Pièges de Broadway (The Rat Race) de Robert Mulligan
- 1961 : Mon séducteur de père (The Pleasure of His Company) de George Seaton
- 1962 : Trahison sur commande (The Counterfeit Traitor) de George Seaton
- 1963 : Le Combat du capitaine Newman (Captain Newman, M.D.) de David Miller
- 1963 : Trois Filles à marier (For Love and Money) de Michael Gordon
- 1965 : L'amour a plusieurs visages (Love Has Many Faces) d'Alexander Singer
- 1966 : D pour danger (A Man Could Get Killed) de Ronald Neame et Cliff Owen
- 1966 : Un hold-up extraordinaire (Gambit) de Ronald Neame
- 1968 : L'Intrus magnifique (What's So Bad About Feeling Good?) de George Seaton

### Comme actrice (intégrale)
- 1946 : À chacun son destin (To Each His Own) de Mitchell Leisen : Belle Ingram (+ monteuse)
- 1947 : Hollywood en folie (Variety Girl) de George Marshall : La propriétaire
- 1948 : La Valse de l'empereur (The Emperor Waltz) de Billy Wilder : La propriétaire de l'auberge
- 1956 : Quadrille d'amour (Anything Goes) de Robert Lewis : La baronne française

## Distinction
- 1956 : Nomination à l'Oscar du meilleur montage, pour Les Ponts de Toko-Ri.